# Ieuan
Ieuan is een Welshe vorm van de naam John.

## Beroemde mensen met de naam Ieuan
- Sint Ieuan, zesde-eeuwse heilige, er is een kerk vernoemd naar hem in Llantrisant op het eiland Anglesey.